# Wahlkreis Bautzen 2
Der Wahlkreis Bautzen 2 (obersorbisch Wólbny wokrjes Budyšin 2; Wahlkreis 53, bis 2014 Kamenz 1) ist ein Landtagswahlkreis in Sachsen. Er umfasst die Große Kreisstadt Kamenz, die Städte Elstra, Großröhrsdorf, Pulsnitz und die Gemeinden Arnsdorf, Crostwitz, Großnaundorf, Haselbachtal, Lichtenberg, Nebelschütz, Ohorn, Panschwitz-Kuckau, Räckelwitz, Ralbitz-Rosenthal, Steina im Landkreis Bautzen. Wahlberechtigt waren bei der letzten Landtagswahl (im Jahr 2019) 48.460 Einwohner.

## Wahl 2024
Zur Landtagswahl 2024 traten folgende Direktkandidaten und Parteien an:
| Direktkandidat         | Partei              | Erststimmen in % | Zweitstimmen in % |
| ---------------------- | ------------------- | ---------------- | ----------------- |
| Elaine Jentsch         | CDU                 | 44,0             | 35,6              |
| Ralf-Peter Hechtberger | AfD                 | 39,6             | 35,2              |
| Ines Enns              | Die Linke           | 3,9              | 2,2               |
| Matthias Höhle         | GRÜNE               | 1,4              | 2,3               |
| Jurij Bulang/Bulank    | SPD                 | 3,6              | 5,2               |
| Matthias Schniebel     | FDP                 | 2,0              | 1,0               |
| Günter Hutschalik      | Freie Wähler        | 4,4              | 2,0               |
| –                      | Die Partei          | –                | 0,6               |
| –                      | Piraten             | –                | 0,2               |
| –                      | ÖDP                 | –                | 0,1               |
| –                      | BüSo                | –                | 0,1               |
| –                      | Tierschutz hier!    | –                | 0,9               |
| –                      | dieBasis            | –                | 0,2               |
| –                      | Bündnis C           | –                | 0,1               |
| –                      | Bündnis Deutschland | –                | 0,3               |
| –                      | BSW                 | –                | 11,4              |
| Marcus Fuchs           | Freie Sachsen       | 1,1              | 2,2               |
| –                      | V-Partei3           | –                | 0,1               |
| –                      | WU                  | –                | 0,3               |

## Wahl 2019
| Amtliches Endergebnis der Landtagswahl am 1. September 2019 in Sachsen im Wahlkreis 053 Bautzen 2 (Ergebnisse in Prozent) |

| Direktkandidat               | Partei               | Erststimmen in % | Zweitstimmen in % |
| ---------------------------- | -------------------- | ---------------- | ----------------- |
| Aloysius Mikwauschk          | CDU                  | 39,8             | 35,8              |
| Christian Friedrich Schultze | AfD                  | 30,4             | 31,0              |
| Marion Junge                 | Die Linke            | 10,4             | 8,0               |
| Matthias Schniebel           | FDP                  | 6,0              | 6,4               |
| Günter Hutschalik            | FREIE WÄHLER         | 5,2              | 3,4               |
| Kathrin Michel               | SPD                  | 4,8              | 5,9               |
| Gerd Kirchhübel              | GRÜNE                | 3,4              | 4,4               |
| -                            | Tierschutz           | -                | 1,3               |
| -                            | DIE PARTEI           | -                | 1,1               |
| -                            | Gesundheitsforschung | -                | 0,7               |
| -                            | NPD                  | -                | 0,5               |
| -                            | ÖDP                  | -                | 0,4               |
| -                            | Blaue #TeamPetry     | -                | 0,3               |
| -                            | Piraten              | -                | 0,2               |
| -                            | Die Humanisten       | -                | 0,2               |
| -                            | ADPM                 | -                | 0,2               |
| -                            | PDV                  | -                | 0,1               |
| -                            | BüSo                 | -                | 0,1               |
| -                            | KPD                  | -                | 0,1               |

## Wahl 2014
| Amtliches Endergebnis der Landtagswahl am 31. August 2014 in Sachsen im Wahlkreis 053 Bautzen 2 (Ergebnisse in Prozent) |

| Direktkandidat      | Partei          | Erststimmen in % | Zweitstimmen in % |
| ------------------- | --------------- | ---------------- | ----------------- |
| Aloysius Mikwauschk | CDU             | 47,1             | 45,9              |
| Marion Junge        | Die Linke       | 21,1             | 16,1              |
| Veit Großmann       | SPD             | 9,6              | 9,6               |
| Martin Schwarz      | NPD             | 7,2              | 5,8               |
| André Schöne        | FDP             | 5,0              | 4,7               |
| Gerd Kirchhübel     | GRÜNE           | 3,5              | 3,1               |
| -                   | Tierschutz      | -                | 1,0               |
| Jan Kossick         | Piraten         | 1,7              | 0,9               |
| -                   | BüSo            | -                | 0,2               |
| -                   | DSU             | -                | 0,1               |
| -                   | AfD             | -                | 10,2              |
| -                   | pro Deutschland | -                | 0,1               |
| Günter Hutschalik   | FREIE WÄHLER    | 3,3              | 1,8               |
| -                   | DIE PARTEI      | -                | 0,5               |
| Konrad Skatula      | Einzelbewerber  | 1,6              | -                 |

## Wahl 2009
| Amtliches Endergebnis der Landtagswahl am 30. August 2009 in Sachsen im Wahlkreis 053 Kamenz 1 (Ergebnisse in Prozent) |

| Direktkandidat      | Partei          | Erststimmen in % | Zweitstimmen in % |
| ------------------- | --------------- | ---------------- | ----------------- |
| Aloysius Mikwauschk | CDU             | 41,0             | 46,7              |
| Marion Junge        | Die Linke       | 19,7             | 17,2              |
| Astrid Lang         | SPD             | 7,0              | 7,5               |
| Mario Ertel         | NPD             | 7,6              | 6,7               |
| Mike Hauschild      | FDP             | 15,1             | 11,9              |
| Jörg Stern          | GRÜNE           | 5,8              | 4,1               |
| -                   | Tierschutz      | -                | 1,8               |
| -                   | PBC             | -                | 0,3               |
| -                   | BüSo            | -                | 0,2               |
| -                   | DSU             | -                | 0,1               |
| -                   | REP             | -                | 0,1               |
| -                   | Freie Sachsen   | -                | 1,2               |
| Konrad Skatula      | FP Deutschlands | 0,9              | 0,3               |
| -                   | Humanwirtschaft | -                | 0,1               |
| -                   | Piraten         | -                | 1,6               |
| -                   | SVP             | -                | 0,2               |
| Maik Förster        | Einzelbewerber  | 2,7              | -                 |

## Wahl 2004
Die Landtagswahl 2004 hatte folgendes Ergebnis:
| Direktkandidat    | Partei     | Erststimmen in % | Zweitstimmen in % |
| ----------------- | ---------- | ---------------- | ----------------- |
| Georg Milbradt    | CDU        | 54,5             | 42,6              |
| Heiko Kosel       | PDS        | 22,3             | 22,1              |
| Peter Hadank      | SPD        | 6,3              | 6,9               |
| Jörg Stern        | GRÜNE      | 4,9              | 3,9               |
| -                 | NPD        | -                | 11,2              |
| Hendrik Hermann   | FDP        | 8,1              | 7,5               |
| -                 | DSU        | -                | 0,3               |
| -                 | PBC        | -                | 0,7               |
| -                 | GRAUE      | -                | 0,8               |
| -                 | BüSo       | -                | 0,3               |
| -                 | AUFBRUCH   | -                | 0,6               |
| Christel Schmaler | DGG        | 3,9              | 1,5               |
| -                 | Tierschutz | -                | 1,6               |